# Castle Calatravo
Castle Calatravo är ett slott i Spanien.   Det ligger i provinsen Provincia de Teruel och regionen Aragonien, i den östra delen av landet, 300 km öster om huvudstaden Madrid. Castle Calatravo ligger 373 meter över havet.
Terrängen runt Castle Calatravo är lite kuperad, och sluttar norrut. Runt Castle Calatravo är det glesbefolkat, med 14 invånare per kvadratkilometer. Närmaste större samhälle är Alcañiz, 0,20 km norr om Castle Calatravo. Trakten runt Castle Calatravo består till största delen av jordbruksmark.